# Patimat Abakarova
Patimat Abakarova (Majachkalá, 23 de octubre de 1994) es una deportista azerbaiyana que compite en taekwondo.
Participó en los Juegos Olímpicos de Río de Janeiro 2016, obteniendo una medalla de bronce en la categoría de –49 kg. En los Juegos Europeos de Bakú 2015 consiguió una medalla de bronce en la categoría de –49 kg.
Ganó dos medallas en el Campeonato Europeo de Taekwondo, plata en 2016 y bronce en 2018.

## Palmarés internacional
| Juegos Olímpicos   | Juegos Olímpicos        | Juegos Olímpicos  | Juegos Olímpicos |
| Año                | Lugar                   | Medalla           | Categoría        |
| ------------------ | ----------------------- | ----------------- | ---------------- |
| 2016               | Río de Janeiro (Brasil) | Medalla de bronce | –49 kg           |
| Juegos Europeos    |                         |                   |                  |
| Año                | Lugar                   | Medalla           | Categoría        |
| 2015               | Bakú (Azerbaiyán)       | Medalla de bronce | –49 kg           |
| Campeonato Europeo |                         |                   |                  |
| Año                | Lugar                   | Medalla           | Categoría        |
| 2016               | Montreux (Suiza)        | Medalla de plata  | –53 kg           |
| 2018               | Kazán (Rusia)           | Medalla de bronce | –49 kg           |